# Augustowskie Placówki Kultury
Augustowskie Placówki Kultury − samorządowa instytucja kultury w Augustowie w woj. podlaskim.
Augustowskie Placówki Kultury (APK) są jednostką organizacyjną Urzędu Miejskiego w Augustowie. Instytucja powołana została 19 marca 1991, jej siedziba mieści się w Augustowie przy Rynku Zygmunta Augusta 9.
W skład APK wchodzi:
- Miejski Dom Kultury
- Miejska Biblioteka Publiczna
- Muzeum Ziemi Augustowskiej

Oprócz działań w ramach powyższych instytucji APK realizowało lub realizuje m.in. przedsięwzięcia, takie jak:
- wydawanie miesięcznika "Przegląd Augustowski"
- realizacja emisji dukata lokalnego Miasta Augustów - promocyjnych żetonów, którymi można płacić w wybranych placówkach w czasie trwania akcji